# Benichangul-Gumaz
Benichangul-Gumaz (Benishangul-Gumaz) é uma das nove kililoch da Etiópia.

## Dados
Capital: Asosa
População: 523 000 hab.
Área: 50 699 km²